# Badgirls
BAD Girls, Inc. é um grupo de mercenárias do Universo Marvel composto por Cascavel, Mamba Negra e Áspide.
As três integrantes do grupo eram ex-membros do grupo de supervilões Irmandade da Serpente. Após Cascavel abandonar o grupo e começar um romance com o Capitão America a mesma decidiu fundar o grupo de mercenárias e começaram a investir em seus negócios.

## História
Aspide, Mamba Negra e Cascavel eram amigas próximas e também membros fundadores da equipe de supervilões de Coral, a Sociedade da Serpente.
Quando Cascavel começou a namorar secretamente o herói Capitão América, as outras agiram nos bastidores para garantir que seu primeiro encontro fosse tranquilo sem saber que se tratava do herói. Depois de descobrir o relacionamento de Cascavel e Capitão America, o novo líder da Sociedade Rei Cobra, sequestrou Cascavel e a colocou em julgamento, temendo que ela revelasse os segredos do grupo ao namorado.
Cascavel foi considerada culpada pela maioria de seus companheiros Serpentes e sentenciada à execução. Mamba Negra e Aspide se opuseram, mas foram ignoradas pelo Rei Cobra. Para salvar Cascavel, Mamba Negra e Aspide pediram um favor ao seu antigo líder, Coral (que também era ex-namorado de Mamba Negra), e ele resgata Cascavel. No entanto, em retaliação, Rei Cobra captura Aspide e Mamba Negra. Cascavel então contratou o mercenário Paladino para ajudá-la a libertar suas companheiras. Juntos, com o Capitão América e Paladino, os cinco se uniram para derrotar a Sociedade Serpente.
Temendo retaliações da Sociedade, Cascavel sugeriu que formassem seu próprio grupo, BAD Girls, Inc., sendo "B", "A" e "D" as iniciais de seus codinomes em inglês: Black Mamba (Mamba Negra), Asp (Aspide) e Diamondback (Cascavel). 
Mais tarde, os membros restantes da Sociedade Serpente tentam capturar Cascavel, no entanto, MODAM interveio e sequestrou sua ex-companheira de equipe, Anaconda, e todas as três BAD Girls para alistá-las no exército de Femizons de Superia. Enquanto estavam no navio de cruzeiro de Superia, Asp e Mamba fizeram amizade com a criminosa especialista em dardos Impala. 
No navio Cascavel é pega desprevenida sem seus equipamentos e é deixada a beira da morte por sua antiga rival Boca-De-Leão. Traumatizada, Cascavel decidiu desistir de se aventurar, e a equipe foi resgatada pelo Capitão América e Paladino, que mais uma vez uniram forças com eles para derrotar Superia e suas Femizons. Após a batalha, o Capitão América se ofereceu para limpar seus nomes, mas as meninas recusaram. Quando Mamba tirou a imagem do maior medo de Cascavel dela, que era Boca-De-Leão, Cascavel deixou o grupo com raiva. Mamba Negra e Aspide decidem então investigar Boca-de-Leão.
No Bar Sem Nome de Nova York, a dupla foi atacada por Battleaxe, Steel Wind e Golddigger, que buscavam a recompensa que Superia havia oferecido por suas cabeças. Impala veio em seu socorro e se juntou à BAD Girls, substituindo Cascavel.
O novo trio lutou brevemente contra Sersi, uma Vingadora, ao roubar um Disco Serpente da antiga sede da Sociedade, e eventualmente rastreou Superia e Boca-De-Leão até uma exposição de armas da IMA em Boca Caliente. No entanto, quando Boca-De-Leão foi morta por Cascavel, o trio perdeu seu objetivo imediato e acabou se dissolvendo.
Cascavel recuperou a confiança e contatou suas amigas, e o grupo deles permaneceu intermitentemente ativo. Cascavel trabalhou para a SHIELD, enquanto a Aspide e a Mamba Negra trabalhavam como freelancers. Mamba trabalhou brevemente para Justine Hammer contra os Thunderbolts.
Algum tempo depois, Aspide e Mamba Negra se juntaram novamente à Sociedade da Serpente quando caçavam o que o Rei Cobra acreditava ser Cascavel, mas que se revelou ser um LMD. As fundadoras das BAD Girls se reuniram mais tarde quando Cable as contratou anonimamente para roubar um novo disco rígido da Dominus Corporation. Depois de lutarem contra Deadpool pela tecnologia, elas determinaram que ela já havia sido roubada por Cat e o confrontaram em Hong Kong. Ajudando Deadpool contra um exército de clones de Makeshift e Rive, elas concluíram seu contrato, e o trio seguiu caminhos separados até a próxima contratação.

### Guerra civil
Durante a Guerra Civil dos super-heróis sobre a Lei de Registro de Super-Humanos, as BAD Girls se opuseram a ela e se juntaram aos Vingadores Secretos do Capitão América.

### Dissolução
Com o tempo, o mercado para mercenários "benfeitores" tornou-se escasso, com uma oferta já escassa. Essa situação levou à dissolução das BAD Girls. 

### Armamento
Mamba Negra, Cascavel e Aspide reaparecem recentemente como equipe após serem contratadas pela empresa de tecnologia Armament para derrotar a Viúva Branca.